# Atte Harjanne
Atte Erik Harjanne, född 13 juli 1984 i Helsingfors, är en finländsk politiker (Gröna förbundet). Han är ledamot av Finlands riksdag sedan 2019.
Harjanne blev invald i riksdagen i riksdagsvalet 2019 med 4 795 röster från Helsingfors valkrets.